# 가면 속의 수수께끼
《가면 속의 수수께끼》(일본어: ディスコミュニケーション 디수코뮤니케숀[*], DISCOMMUNICATION)는 우에시바 리이치가 창작한 만화이다. 《월간 애프터눈》(고단샤) 1992년 2월호부터 2000년 11월호까지 연재되었다.
단행본은 총 13권이며, 《가면 속의 수수께끼 학원편》(ディスコミュニケーション 学園編)이 1권, 《가면 속의 수수께끼 정령편》(ディスコミュニケーション 精霊編)이 3권이다. 불가사의한 소년 송적과, 그를 좋아하는 소녀 호천이 그려내는 약간은 이상한 연애이야기를 만화로 그려내고 있다.
전체적으로 초기의 송적과 호천이 그려내는 에피소드군(群)과 명계편, 학원편, 내우주편, 정령편으로 구성된다. 우에시바 리이치의 다음 작품인 《꿈의 사도》에서는 정령편의 설정이 이용되고 있지만, 평형 우주의 이야기이므로 직접적인 속편은 아니라고 볼 수도 있다. 이야기의 무대는 가나가와현이지만, 내용과 직접적인 관련은 없다.
일본어 원제인 ‘디스커뮤니케이션(DISCOMMUNICATION)’을 직역하면 ‘의사불통’ 또는 ‘상호간 이사소통의 절연’정도로 해석할 수 있지만, 이러한 제목을 정한 이유는 작가 자신도 알 수 없는 것으로 보인다. 작품내에서는 수많은 패러디가 나타난다.

## 개요
주인공 호천은 어느날 갑자기 동급생인 송적을 좋아하게 되면서 고백한다. 둘은 교제하게 되지만, 송적은 호천에게 이상한 부탁을 하곤 한다. 호천은 이상하기 그지없는 송적의 부탁을 들어주면서, 어째서 자신은 송적을 좋아하게 되었는지에 대한 대답을 찾으려 한다.

## 주요 등장인물
호천 (도가와 아리카, 戸川安里香)
남고(南高) 2학년(17세). 7월 17일에 태어남. 혈액형은 O형. 어느날 갑자기 “어째서 나는 송적이를 좋아하게 됐을까?”라는 수수께끼를 풀기 위해서 송적과 교제하게 되어, 송적의 이상한 주문에도 싫은 기색없이 들어준다. 매우 착실한 성격의 소유자로, 안경을 쓴 얼굴이 특징이다. 아버지의 눈은 송적의 눈처럼 눈동자가 없는 것이 특징이다.
송적 (마쓰부에 다카오미, 松笛たか臣)
호천과 같은 남고(南高) 2학년(17세). 가족이나 주변이 모두 알 수 없는 수수께끼의 소년이다. 다른 사람에게는 없는 신비한 힘이나 지식을 가지고 있다. 마을 어귀의 폐빌딩에 혼자 살고 있다. 호천에게 목덜미를 깎고 싶다거나, 눈물을 마시고 싶다는 등의 이상한 부탁을 한다. 언제나 여우가면을 머리에 쓰고 있다. 작가의 모습이 크게 반영된 캐릭터로 보이며, 학원편에서는 도라에몽의 캐릭터인 비실이(스네오)를 닮은 상품을 자주 가지고 있었다. 이름 중 たか의 한자는 대죽머리+삼수변+星이 조합된 글자로 작가가 만들어 낸 것이다. 눈동자가 없는 하얀 눈이 특징이다.
하마노 (ハマノ)
송적과 같은 반으로, 야구부 소속이다. 학원편에서는 송적과 함께 사건에 깊이 관여한다. 연극부의 무월과 연인이 된다. 놀라면 토끼화한다.
닭
제7화에서 송적의 서랍에서 뛰쳐나온 뒤로는, 이곳저곳에서 나타난다. 송적의 그림자 같은 존재이다.

### 명계편의 주요 등장인물
남녀 자객
여우가면을 쓴 수수께끼의 남녀이다. 송적을 “이 세계에 존재해서는 안되는 인간”으로 인식하고, 주술로 죽이려 한다. 작중에서는 이름이 드러나지 않는다.
대학생이 된 호천
와세다대학(早背田大学) 문학부 1학년(19세). 다른 세계의 호천으로, 본래의 호천의 기억은 가지고 있지 않지만, 꿈에서 본래의 호천과 송적을 만난다. 또다른 송적과 우연히 만나는 것을 좋아하게 된다. 본래의 세계의 꿈에 대해서는 신경쓰지 않았지만, 고민하는 또 하나의 송적을 보고 명계로 간다. 대학에 다닐 때에는 꿈분석동호회의 회계 담당이었다. 5년 뒤 같은 세계의 송적과 결혼한다.
대학생이 된 송적
와세다대학(早背田大学) 법학부 2학년으로, 또 하나의 호천이 만난 또 하나의 송적. 꿈에서 본 원래의 송적의 기억을 통해, 환희천의 오브제를 만든다. 호천에게 고백해 사귀게 된다. 꿈속에서 본래의 송적이나, 호천의 그림자를 만나 고민하지만, 꿈에서 본 수수께끼를 해결하기 위해 명계에 가는 것을 결심해 본래의 호천을 구한다. 대학을 졸업한 뒤에는, 만화잡지의 편집자가 되었다. 같은 세계의 호천과 결혼하게 되며, 대학에 다닐 때에는 꿈분석동호회 소속이었다.
호천의 그림자
본래의 호천이나 또 하나의 호천을 돕는다. 명계에서 싸우면서 소멸하지만, 나중에 부활한다.

### 학원편의 주요 등장인물
무월 (칸나즈키, 神無月)
학원편에서 등장한다. 연극부 소속의 유일한 남자로, 연극부원들에 의해 여장당하면서 남자아이를 좋아하게 된다. 처음에는 송적을 좋아했지만, 나중에는 야구부 소속의 하마노의 고백으로 그의 연인이 된다.
북침 (기타마쿠라 야요이, 北枕夜宵)
남고(南高) 연극부 부장으로, 2학년 D반이다. 평소에도 이상한 무대의상을 입고 있다. 무월에게 여장을 시킨 장본인으로, 학원편에서 등장한다. 북고(北高)의 채녀(차바시라 아야메, 茶柱彩女)와 라이벌 관계이다.

### 정령편의 주요 등장인물
미시마 토코 (三島塔子)
고등학교 1학년(16세). 미시마 린코의 언니.
제5화에서 처음 등장해 송적에게 고백하려고 했지만, 호천에게 방해받는다. 이후 등장하지 않다가, 정령편에서 일요성의 꿈의 사도로 다시 등장한다. 전자와 후자는 설정은 미묘하게 다르지만, 동일인물이다.
은둔자로 술을 좋아한다. 죽은 미시마 히로아키의 장녀지만, 사실은 혈연관계가 아닌 양녀이다. 히로아키는 토코의 첫사랑이기도 하다. 장난감가게 ‘동유재’(童遊斎)의 2대 주인이다.
왼쪽 눈안에는 정령, 쓰부라메노미코(스이닌 천황의 아들)가 살고 있다.
머리에는 송적이 준 여우가면을 쓰고 있다. 미시마 히로아키가 죽은 뒤에는 오른쪽 눈으로만 눈물이 흐른다.
미시마 린코 (三島燐子)
자칭 슈퍼 초등학생(9세). 미시마 린코의 동생으로, 화요성의 꿈의 사도이다. 애인이기도 한 불(火)의 정령을 사용해 환영을 만들 수 있는 것을 자랑으로 여긴다. 날아라 호빵맨의 짤랑이와 닮은 외모를 가지고 있다.
조부는 도토 대학의 교수인 미시마 노부오(三島信夫)이다. 미시마 히로아키의 차녀로, 조부모의 집에서 살고 있다.
미시마 히로아키 (三島宙明)
초대 동유재(童遊斎)로, 미시마 린코와 토코의 아버지이다. 장난감을 매우 좋아해 장난감 가게를 경영했다.
토코가 중학생일 때 이미 사망했으며, 히로아키의 처도 본편에서는 등장하지 않으며, 언급되지도 않는다.
다치바나 하지메 (橘一)
금요성의 꿈의 사도. 12세 이하의 소녀에게만 흥미를 갖는, 이른바 로리타 콤플렉스다. 가면 속의 수수께끼에서도 제79화에서 동명의 아이돌 배우(역시 로리타)가 등장하지만, 관계는 없다.
하이테크와 레트로를 융합시켰다는 컴퓨터 종이극장을 하고있다. 프로 정보통이기도 해, 토코에게 필요한 정보를 모으고 있다.
요시모토 쓰구미 (吉本麗珠)
짝사랑 상대를 맞추거나, 꿈을 현실로 만드는 능력을 가지고 있어 초등학교에서 학생회장을 맡으며, 살아있는 신처럼 추앙받는다.
어떤 원인으로 반년동안 자고있었다. 이름은 요시모토 바나나의 소설 《TUGUMI》에서 유래했다.
아카시 레이스케 (朱氏玲介)
미술교사로, 정령편의 중요 인물. 쌍둥이 여동생으로 가토 교코가 있다. 취미는 소녀의 인형 제작이며, 과거에 송적과 만난 적이 있다.
가토 교코 (加東恭子)
미술교사로, 아카시 레이스케의 쌍둥이 여동생이다. 어릴 때 레이스케와 헤어졌으며, 교통사고로 죽는다.

## 가면 속의 수수께끼

### 초기 에피소드군
호천과 송적의 만남에서부터, 송적을 통해 호천이 경험하는 이상한 체험을 그려낸다. 제1화에서 제11화까지를 묶는 공식적인 명칭은 없지만, 편의상 이런 식으로 부른다. 도입편이라고 하기도 한다. 제1화 〈이상한 주문을 하는 아이〉(일본어판:디스커뮤니케이션)에서부터 제11화 〈왕자님 Ⅱ〉(일본어판:별의 왕자님 Ⅱ)까지로, 단행본 1권과 2권에 수록되어 있다.

### 명계편
초기 에피소드군 이후에 전개되는, 명계와 꿈의 세계를 무대로 한 내용. 명계에 떨어진 호천과 송적, 그리고 또 하나의 두 사람의 이야기를 그려낸다. 제12화 〈호천이! 알을 낳다〉(일본어판:ぷりしら)에서부터 제43화 〈어째서 나는 송적이를 좋아하게 됐을까?〉까지로, 단행본 2권부터 8권까지에 수록되어 있다.

### 학원편
명계에서 돌아온 호천과 송적, 그 주위에서 일어나는 사건을 고교생활을 중심으로 그리고 있다. 명계편의 진지한 분위기에서 벗어나, 작가의 취향이나 개그가 현저하게 나타나는 것이 특징이다. 제44화 〈남자로 놀자 Ⅰ〉(일본어판:남자아이로 놀자 Ⅰ)에서부터 제61화 〈꿈의 문 Ⅱ〉(일본어판:67화)까지로, 단행본 8권부터 11권까지에 수록되어 있다.

### 내우주편
단행본 《가면 속의 수수께끼 학원편》의 속편에 해당한다. 제62화 〈빛나는 쓰레기〉(일본어판:68화)에서부터 제76화 〈언제까지고〉(일본어판:81화)까지로, 단행본 11권에서부터 13권까지에 수록되어 있다. 일본어판으로는 84화 〈벚꽃에 소원을〉까지를 포함하지만, 단행본에는 81화까지만 수록되었다.

## 가면 속의 수수께끼 학원편
일반 단행본에 수록되지 않았던 제53화~제58화의 에피소드를 수록했다. 에피소드를 수록하지 않았던 것은, 공식적으로는 ‘반향이 너무 커서’라고 하고 있다. 한국어판에서는 이러한 에피소드에는 번호를 매기지 않고, 단행본 순서대로 번호를 매겨 53화부터는 일본어판과 화수에서 차이가 난다.

## 가면 속의 수수께끼 정령편
작가가 6권의 단행본으로 예고했지만, 연재는 3년이 지난 1999년 7월호부터 시작되었다. 정령편에서는 호천과 송적이 조연으로 등장하고, 반년간 잠을 잔 소녀를 중심으로 ‘사람은 어째서 누군가를 좋아하게 되는 걸까’라는 연재 초기부터 지속된 주제를 가지고, 미시마 토코와 린코 자매의 이야기를 그려내고 있다. 또한 이 정령편의 속편이라고도 할 수 있는 것이 가면 속의 수수께끼 연재 이후 월간 애프터눈에서 연재된 《꿈의 사도》로, 정령편의 일부 캐릭터의 설정을 계승하고 있다. 다만 설정을 계승하는 것뿐으로, 직접적이 속편이라고는 할 수 없다.

## 단행본 미수록 작품
제82화 〈잠자는 공주〉, 제83화 〈시바타 교수의 가정의 사정〉, 제84화 〈벚꽃에 소원을〉은 지금도 단행본으로 출간되지는 않았다. 이는 책의 분량과 관련된 것으로 추정되며, 2007년 현재까지도 출간될 목표는 없다. 한국에는 소개되지 않았다.
이후 2012년이 됐지만 아직도 소식이 없다.

## 드라마 CD
《모르니까 좋아하게 돼》(ワカラナイカラ好キニナル)

피카레스크식 구성, 총 8화.
- 마쓰부에 다카오미 : 유우키 히로
- 도가와 아리카 : 하야시바라 메구미
- 미시마 토코 : 이마이 유카
- 코사카 : 이노우에 가즈히로
- 하마노 : 이시노 류조

제1화 〈사랑은 영원한 수수께끼?〉(恋は永遠のなぞ？)
제2화 〈나의 코트를 좋아해?〉(私のコトをスキ？)
제3화 〈여자의 소원은 키스?〉(女の願いはキス？)
제4화 〈그녀는 나의 적?〉(彼女は私のテキ？)
제5화 〈그의 취미는 이상해?〉(彼の趣味はヘン？)
제6화 〈도플갱어의 눈?〉(鏡合わせのアイ？)
제7화 〈둘이서 꾸는 꿈?〉(二人で見るユメ？)
제8화 〈사랑의 계절의 여름?〉(恋の季節のナツ？)